# مد القنطرة
مُدّ القنطرة أو (نقحرة: مويو ألكانتارا) (بالإيطالية: Mojo Alcantara)‏ هي بلدية في مقاطعة مِسينة في صقلية الإيطالية.

## السكان
في سنة 1861 بلغ عدد السكان 356 نسمة، وتطور العدد ليصل في سنة 2011 لـ 756 نسمة.
يظهر هذا المخطط البياني تطور النمو السكاني لـ مد القنطرة